# هلسینگین سانمات
هِلسینگین سانُمات (فنلاندی: Helsingin Sanomat؛ تقریباً معادل با اخبارِ هلسینکی/ هلسینکی تایمز) که مخفف آن HS است و در اصطلاح عامیانه به هِساری (فنلاندی: Hesari) معروف است، بزرگترین روزنامهٔ با پرداختِ حقِ اشتراکِ فنلاندی و کشورهای شمال اروپا است که متعلق به سانُما است و به جز روزهای پس از روزهای تعطیلِ خاص، هر روز منتشر می‌شود. نام آن از نام پایتخت فنلاند، هلسینکی که محل انتشار آن است، گرفته شده‌است.

## تاریخچه و مشخصات
این روزنامه در سال ۱۸۸۹ با نام Päivälehti تأسیس شد زمانی که دوک نشین بزرگ فنلاند زیر سلطهٔ حکومتِ تزاری روسیه بود.

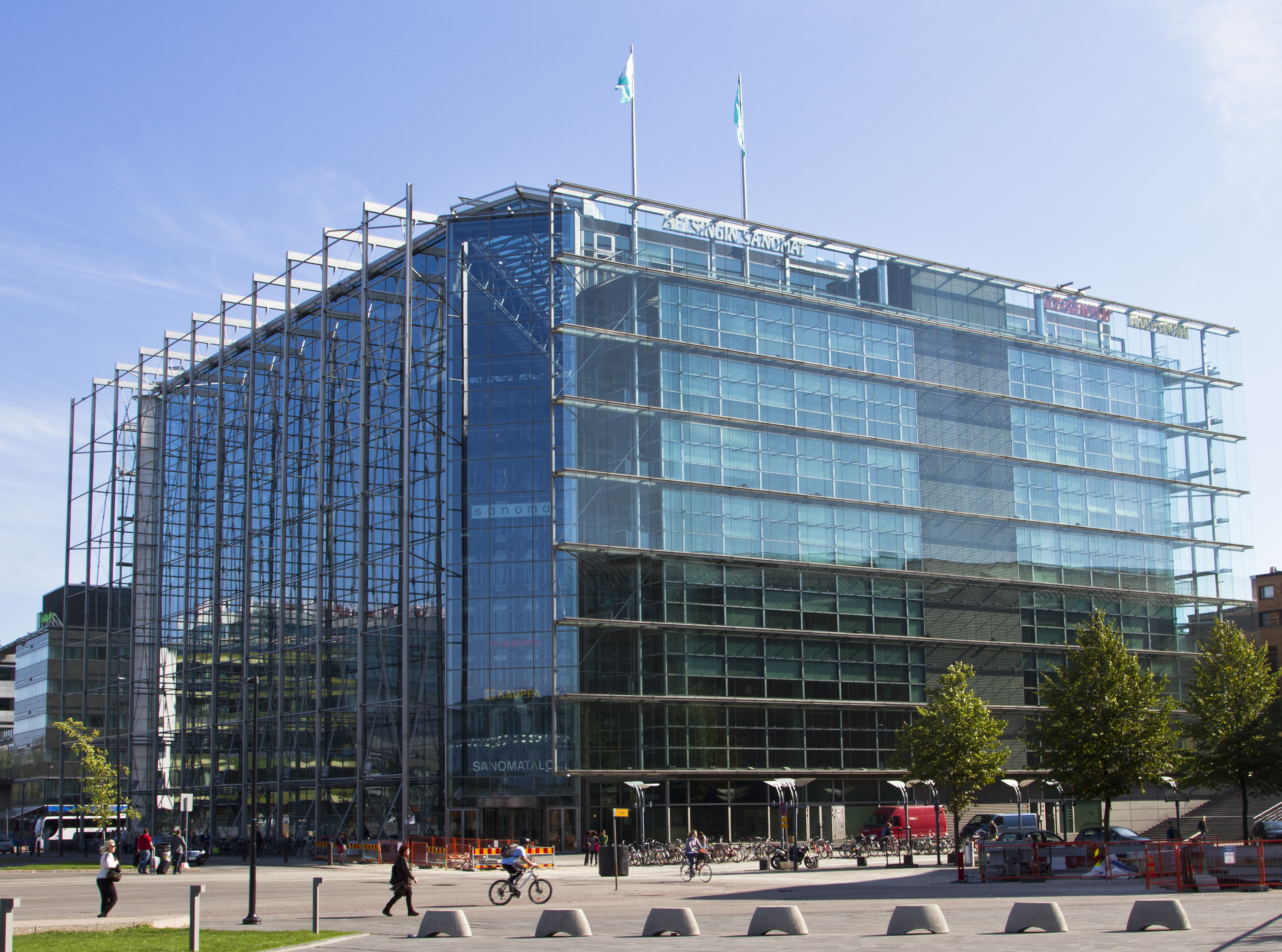
دفتر فعلی در Sanomatalo، هلسینکی.